# Visions de l’Amen
Visions de l’Amen ist eine siebenteilige Komposition für zwei Klaviere von Olivier Messiaen. Das Stück entstand 1943 und wurde im Rahmen der Concerts de la Pléiade am 10. Mai 1943 in der Galerie Charpentier in Paris durch den Komponisten und Yvonne Loriod uraufgeführt.

## Entstehung
Denise Tual, eine der Organisatorinnen der Concerts de la Pléiade, besuchte Messiaen im Herbst 1942 in der Kirche La Trinité, hörte mit Begeisterung sein Orgelspiel und bot ihm einen Kompositionsauftrag an. In einem Brief vom 26. Dezember 1942 versprach Messiaen ihr ein Werk für zwei Klaviere für ihre Konzertreihe. Am 17. März 1943 berichtete er ihr von der Fertigstellung des Stücks.
Messiaen schrieb das Stück für sich und Yvonne Loriod, seine spätere zweite Frau, die zu dieser Zeit als Studentin seine Harmonielehre-Klasse am Pariser Conservatoire besuchte und ihm als außerordentlich begabte Pianistin aufgefallen war. Die beiden Klavierparts werden nicht mit dem gleichen musikalischen Material gestaltet, sondern sind gemäß den jeweiligen pianistischen Fähigkeiten aufgeteilt: der Primo-Part, der für Loriod vorgesehen war, ist der technisch schwierigere, aber musikalisch untergeordnete. Ihm sind virtuosere Elemente, unter anderem die Vogelgesänge, zugewiesen, während dem Secondo-Part, den Messiaen selbst spielen wollte, die eigentlichen Themen und die Kontrolle des Tempos zufallen.
Für die Uraufführung war ursprünglich das Pléiade-Konzert am 3. Mai 1943 vorgesehen, aber da man das gewichtige Werk nicht mit anderen Stücken kombinieren, sondern für sich allein stehen lassen wollte, verschob man den Termin um eine Woche. Am 9. Mai spielten Messiaen und Loriod das Stück als Generalprobe vor einem kleinen Publikum im privaten Rahmen, am 10. Mai traten sie damit im Pléiade-Konzert auf. Im geladenen Publikum befanden sich etliche Größen der französischen Kulturszene, darunter z. B. Francis Poulenc, Paul Valéry und Jean Cocteau. Arthur Honnegger wohnte ebenfalls der Uraufführung bei und veröffentlichte am 15. Mai eine wohlmeinende Rezension.
Messiaen und Loriod führten das Stück viele weitere Male auf. Sie spielten auch die Deutsche Erstaufführung im Rahmen der Darmstädter Ferienkurse 1949. Im selben Jahr nahmen sie das Werk auf Schallplatte auf.

## Programmatik
Olivier Messiaens tiefe Verwurzelung im katholischen Glauben wurde, neben vielen anderen Quellen, durch die Paroles de Dieu von Ernest Hello inspiriert. Messiaen bezieht sich in den erläuternden Kommentaren zu mehreren seiner Werke auf diesen Text. Die Visions de l’Amen sind das wichtigste Beispiel für die Anregung durch diesen Autor. Ihnen sind im Vorwort ausführliche theologische Überlegungen beigefügt, die auf einem Kapitel aus Hellos Werk basieren.
Hello entfaltet in seiner Schrift die Bedeutungsvielfalt des Wortes Amen. In Anlehnung daran formuliert Messiaen:

„Das Amen offenbart vier verschiedene Bedeutungen: Amen – es sei! Der Schöpfungsakt. Amen – ich unterwerfe mich, ich akzeptiere. Dein Wille geschehe! Amen, der Wunsch, die Sehnsucht nach Vereinigung. Amen, es ist, alles ist für immer fixiert, vollendet im Paradies.
Ich habe versucht, diese so verschiedenen Reichtümer des Amen in sieben musikalischen Visionen auszudrücken – und damit zusammenhängend das Leben der Kreaturen, die allein durch das Schicksal ihrer Existenz schon ‚Amen‘ sagen.“

## Satztitel
Die Bezeichnungen der sieben Sätze lauten:
1. Amen de la Création (Amen der Schöpfung)
2. Amen des étoiles, de la planète à l’anneau (Amen der Sterne, des umringten Planeten)
3. Amen de l’agonie de Jésus (Amen von Jesus’ Todeskampf)
4. Amen du Désir (Amen des Verlangens)
5. Amen des Anges, des Saints, du chant des oiseaux (Amen der Engel, der Heiligen, des Vogelgesangs)
6. Amen du Jugement (Amen des Gerichts)
7. Amen de la Consommation (Amen der Vollendung)